# Eleição municipal de Jundiaí em 2020
O primeiro turno da eleição municipal de Jundiaí ocorreu em 15 de novembro de 2020 e elegeu um prefeito, um vice-prefeito e 19 vereadores para a administração da cidade paulista. O prefeito titular era Luiz Fernando Machado, do Partido Social da Democracia Brasileira (PSDB), que concorreu à reeleição e se reelegeu com 69,64% dos votos, diferente da eleição de 2016, a eleição foi decidida em primeiro turno.

## Definição das candidaturas
Nesta eleição, treze partidos lançaram candidatos à prefeitura jundiaiense.

## Candidatos
| Nº | Candidato(a) a prefeito(a) | Candidato(a) a prefeito(a)     | Candidato(a) a vice-prefeito(a) | Coligação/Partido                                                              |
| -- | -------------------------- | ------------------------------ | ------------------------------- | ------------------------------------------------------------------------------ |
| 12 |                            | Alê Nicola PDT                 | Vitor Machado PDT               | Partido Democrático Trabalhista PDT                                            |
| 50 |                            | Cíntia Vanessa PSOL            | Paulo Matsushita PSOL           | Partido Socialismo e Liberdade PSOL                                            |
| 13 |                            | Daniela PT                     | Arthur Augusto PT               | Partido dos Trabalhadores PT                                                   |
| 19 |                            | Dr. Pacheco PODE               | Caio Augusto PODE               | Jundiaí Cidade Para Todos PODE, PSD                                            |
| 90 |                            | Edimarco Silva PROS            | Drª Cristiane Pinheiro PROS     | Partido Republicano da Ordem Social PROS                                       |
| 30 |                            | Edney Duarte Jr Novo           | Rogério Souza Novo              | Partido Novo Novo                                                              |
| 40 |                            | Fábio Marcussi PSB             | Fabiane Spiandorim PSB          | Partido Socialista Brasileiro PSB                                              |
| 45 |                            | Luiz Fernando Machado PSDB     | Gustavo Martinelli DEM          | Jundiaí em 1° Lugar PSDB, MDB, PP, PSC, PL, DEM, PV, PTB, Republicanos, Avante |
| 27 |                            | Marcia Pará DC                 | Alessandra Esquivel DC          | Democracia Cristã                                                              |
| 17 |                            | Marcus Dantas PSL              | Sgt. Osmar Chile PSL            | Partido Social Liberal PSL                                                     |
| 18 |                            | Pedro Bigardi Rede             | Marcelo Lo Monaco Rede          | Rede Sustentabilidade Rede                                                     |
| 65 |                            | Professor Rafael Purgato PCdoB | Reinaldo Fernades PCdoB         | Partido Comunista do Brasil PCdoB                                              |
| 28 |                            | Silas Feitosa PRTB             | Vitor Fontolan PRTB             | Partido Renovador Trabalhista Brasileiro PRTB                                  |

## Resultados

### Prefeito
| Candidato(a)                 | Vice                          | 1º turno 15 de novembro de 2020 | 1º turno 15 de novembro de 2020 |
| Candidato(a)                 | Vice                          | Total                           | Percentagem                     |
| ---------------------------- | ----------------------------- | ------------------------------- | ------------------------------- |
| Luiz Fernando Machado (PSDB) | Gustavo Martinelli (DEM)      | 134.793                         | 69,64%                          |
| Pedro Bigardi (Rede)         | Marcelo Lo Monaco (Rede)      | 11.026                          | 5,70%                           |
| Edney Duarte Jr (Novo)       | Rogério Souza (Novo)          | 7.292                           | 3,77%                           |
| Marcus Dantas (PSL)          | Sgt. Osmar Chile (PSL)        | 6.754                           | 3,49%                           |
| Daniela (PT)                 | Arthur Augusto (PT)           | 6.444                           | 3,33%                           |
| Dr. Pacheco (PODE)           | Caio Augusto (PODE)           | 6.310                           | 3,26%                           |
| Fábio Marcussi (PSB)         | Fabiane Spiandorim (PSB)      | 5.960                           | 3,08%                           |
| Silas Feitosa (PRTB)         | Vitor Fontolan (PRTB)         | 5.725                           | 2,96%                           |
| Cíntia Vanessa (PSOL)        | Paulo Matsushita (PSOL)       | 4.091                           | 2,11%                           |
| Marcia Pará (DC)             | Alessandra Esquivel (DC)      | 2.088                           | 1,08%                           |
| Rafael Purgato (PCdoB)       | Reinaldo Fernades (PCdoB)     | 1.661                           | 0,86%                           |
| Alê Nicola (PDT)             | Vitor Machado (PDT)           | 1.098                           | 0,57%                           |
| Edimarco Silva (PROS)        | Drª Cristiane Pinheiro (PROS) | 312                             | 0,16%                           |
| Total de votos válidos       | Total de votos válidos        | 193.554                         | 100%                            |
| Votos em branco              | Votos em branco               | 11.997                          | 5,25%                           |
| Votos nulos                  | Votos nulos                   | 22.964                          | 10,05%                          |
| Total de votos               | Total de votos                | 228.515                         | 72,66%                          |
| Abstenções                   | Abstenções                    | 86.360                          | 27,34%                          |
| Total de inscritos           | Total de inscritos            | 314.875                         | 100%                            |

### Vereadores
| Candidato(a)                          | Partido      | Nº    | Votação | Votação     |
| Candidato(a)                          | Partido      | Nº    | Total   | Porcentagem |
| ------------------------------------- | ------------ | ----- | ------- | ----------- |
| Antônio Carlos Albino                 | PL           | 22222 | 7.345   | 3,77%       |
| Edicarlos Vieira                      | PP           | 11777 | 5.439   | 2,79%       |
| Adriano dos Santos (Dika Xique Xique) | PL           | 22100 | 4.662   | 2,39%       |
| Cristiano Lopes                       | PP           | 11000 | 3.533   | 1,81%       |
| Faouaz Taha                           | PSDB         | 45011 | 3.351   | 1,72%       |
| Romildo Antônio                       | PL           | 22000 | 3.348   | 1,72%       |
| Madson Henrique                       | PSC          | 20123 | 3.052   | 1,57%       |
| Paulo Sergio Delegado                 | PSDB         | 45000 | 2.775   | 1,42%       |
| Antônio Kachan                        | DEM          | 25000 | 2.697   | 1,38%       |
| Quezia de Lucca                       | PL           | 22456 | 2.648   | 1,36%       |
| Roberto Conde                         | Republicanos | 10123 | 2.583   | 1,32%       |
| Leandro Palmarini                     | PL           | 22555 | 2.411   | 1,24%       |
| Rogerio Ricardo                       | DEM          | 25250 | 2.358   | 1,21%       |
| Douglas Medeiros                      | PSDB         | 45678 | 2.347   | 1,20%       |
| Daniel Lemos                          | DEM          | 25095 | 2.315   | 1,19%       |
| Marcio Sousa (Marcio Cabelereiro)     | PP           | 11333 | 2.194   | 1,13%       |
| Marcelo Gastaldo                      | PTB          | 14613 | 2.109   | 1,08%       |
| Cicero da Silva (Cicero da Saude)     | PL           | 22015 | 2.104   | 1,08%       |
| Enivaldo Freitas (Val Freitas)        | PSC          | 20120 | 1.649   | 0,85%       |